# Wilfried Pallhuber
Pour les articles homonymes, voir Wilfried.
Wilfried Pallhuber, né le 4 août 1967 à Rasun Anterselva, est un biathlète italien. Il est champion du monde du sprint en 1997, en plus des titres sur le relais en 1990 et 1993 et par équipes en 1991 et 1994. Il se retire en 2007 après avoir remporté cinq autres courses en Coupe du monde et pris part à cinq éditions des Jeux olympiques, pour une carrière longue de plus de vingt ans.

## Biographie
En 1997, il remporte le plus grand titre de sa carrière aux Championnats du monde à Osrblie, gagnant le sprint devant son compatriote René Cattarinussi avec un sans faute au tir. Il s'agit de sa sixième et dernière victoire individuelle dans l'élite. Aux même mondiaux, il gagne la médaille de bronze sur le relais.
Aux Jeux olympiques d'hiver de 2006 à Turin, en Italie, il prend la neuvième place de l'individuel, son meilleur résultat après quatre autres participations aux Jeux olympiques. À l'issue de la saison 2006-2007, alors âge de 39 ans, il prend sa retraite sportive.
Surnommé « Willi the Kid », il est le frère du coureur cycliste Hubert Pallhuber, ainsi que de Siegrid Pallhuber, aussi biathlète. Il devient entraîneur après sa carrière sportive.

## Palmarès

### Jeux olympiques
| Épreuve / Édition                   | Individuel | Sprint | Poursuite                        | Départ en masse                  | Relais |
| Jeux olympiques 1992 Albertville    | 40e        | —      | Épreuve inexistante à cette date | Épreuve inexistante à cette date | —      |
| Jeux olympiques 1994 Lillehammer    | 20e        | 24e    | Épreuve inexistante à cette date | Épreuve inexistante à cette date | —      |
| Jeux olympiques 1998 Nagano         | 41e        | 14e    | Épreuve inexistante à cette date | Épreuve inexistante à cette date | 9e     |
| Jeux olympiques 2002 Salt Lake City | 50e        | 50e    | 33e                              | Épreuve inexistante à cette date | 16e    |
| Jeux olympiques 2006 Turin          | 9e         | 22e    | 17e                              | 24e                              | 8e     |

Légende :
- : épreuve inexistante ou non-olympique.

### Championnats du monde
| Mondiaux \ Épreuve            | individuel     | Sprint               | Poursuite                        | Départ en masse                  | Relais                    | Course par équipes               | Relais mixte                     |
| 1989 Feistritz                | —              | 14e                  | Épreuve inexistante à cette date | Épreuve inexistante à cette date | 4e                        | 4e                               | Épreuve inexistante à cette date |
| 1990 Minsk / Oslo Kontiolahti | 16e            | 24e                  | Épreuve inexistante à cette date | Épreuve inexistante à cette date | Médaille d'or, monde      | —                                | Épreuve inexistante à cette date |
| 1991 Lahti                    | 47e            | 30e                  | Épreuve inexistante à cette date | Épreuve inexistante à cette date | —                         | Médaille d'or, monde             | Épreuve inexistante à cette date |
| 1992 Novossibirsk             | JO Albertville | JO Albertville       | Épreuve inexistante à cette date | Épreuve inexistante à cette date | JO Albertville            | 8e                               | Épreuve inexistante à cette date |
| 1993 Borovets                 | 48e            | —                    | Épreuve inexistante à cette date | Épreuve inexistante à cette date | Médaille d'or, monde      | —                                | Épreuve inexistante à cette date |
| 1994 Canmore                  | JO Lillehammer | JO Lillehammer       | Épreuve inexistante à cette date | Épreuve inexistante à cette date | JO Lillehammer            | Médaille d'or, monde             | Épreuve inexistante à cette date |
| 1995 Antholz Anterselva       | 79e            | 46e                  | Épreuve inexistante à cette date | Épreuve inexistante à cette date | 4e                        | —                                | Épreuve inexistante à cette date |
| 1996 Ruhpolding               | 41e            | 7e                   | Épreuve inexistante à cette date | Épreuve inexistante à cette date | 10e                       | —                                | Épreuve inexistante à cette date |
| 1997 Osrblie                  | 41e            | Médaille d'or, monde | 12e                              | Épreuve inexistante à cette date | Médaille de bronze, monde | —                                | Épreuve inexistante à cette date |
| 1998 Pokljuka                 | JO Nagano      | JO Nagano            | 28e                              | Épreuve inexistante à cette date | JO Nagano                 | —                                | Épreuve inexistante à cette date |
| 1999 Kontiolahti Oslo         | 21e            | 33e                  | 21e                              | 12e                              | 8e                        | Épreuve inexistante à cette date | Épreuve inexistante à cette date |
| 2000 Oslo / Lahti             | —              | 50e                  | 51e                              | —                                | 5e                        | Épreuve inexistante à cette date | Épreuve inexistante à cette date |
| 2001 Pokljuka                 | 31e            | 69e                  | —                                | —                                | 10e                       | Épreuve inexistante à cette date | Épreuve inexistante à cette date |
| 2003 Khanty-Mansiïsk          | 78e            | 32e                  | 19e                              | —                                | 18e                       | Épreuve inexistante à cette date | Épreuve inexistante à cette date |
| 2004 Oberhof                  | 26e            | 25e                  | 30e                              | —                                | 15e                       | Épreuve inexistante à cette date | Épreuve inexistante à cette date |
| 2005 Hochfilzen Khanty-M.     | 10e            | 25e                  | 13e                              | 23e                              | 9e                        | Épreuve inexistante à cette date | 19e                              |
| 2006 Pokljuka                 | JO Turin       | JO Turin             | JO Turin                         | JO Turin                         | JO Turin                  | Épreuve inexistante à cette date | 12e                              |
| 2007 Antholz Anterselva       | 46e            | 24e                  | 27e                              | —                                | 4e                        | Épreuve inexistante à cette date | 6e                               |

Légende :

 : première place, médaille d'or

 : deuxième place, médaille d'argent

 : troisième place, médaille de bronze

 : épreuve inexistante à cette date

— : pas de participation à cette épreuve

### Coupe du monde
- Meilleur classement général : 3e en 1995.
- 7 podiums individuels : 6 victoires et 1 troisième place.
- 3 victoires en relais.

#### Détail des victoires individuelles
| Saison / Épreuve | Individuel  | Sprint                          | Poursuite | Mass start | Total |
| 1991-1992        |             | Novossibirsk                    |           |            | 1     |
| 1992-1993        | Lillehammer |                                 |           |            | 1     |
| 1993-1994        | Hinton      |                                 |           |            | 2     |
| 1994-1995        | Oberhof     |                                 |           |            | 1     |
| 1996-1997        | Östersund   | Osrblie (Championnats du monde) |           |            | 1     |
| Total            | 4           | 2                               | 0         | 0          | 6     |

#### Classements annuels
| Année | Classement général final |
| 1988  | 43e                      |
| 1989  | 33e                      |
| 1990  | 26e                      |
| 1991  | 8e                       |
| 1992  | 9e                       |
| 1993  | 17e                      |
| 1994  | 5e                       |
| 1995  | 3e                       |
| 1996  | 34e                      |
| 1997  | 15e                      |
| 1998  | 23e                      |
| 1999  | 24e                      |
| 2000  | 54e                      |
| 2001  | 27e                      |
| 2002  | 67e                      |
| 2003  | 31e                      |
| 2004  | 43e                      |
| 2005  | 43e                      |
| 2006  | 46e                      |
| 2007  | 47e                      |

### Championnats du monde de biathlon d'été
- Médaille d'or du sprint en 1996 et 1997.
- Médaille d'or de la poursuite en 1997 et 1998.
- Médaille d'argent du sprint en 1998.